# Lobophytum sarcophytoides
Lobophytum sarcophytoides är en korallart som beskrevs av Moser 1919. Lobophytum sarcophytoides ingår i släktet Lobophytum och familjen läderkoraller. Inga underarter finns listade i Catalogue of Life.